# Degeeriella nisus
Degeeriella nisus är en insektsart som först beskrevs av Christoph Gottfried Andreas Giebel 1866.  Degeeriella nisus ingår i släktet strållöss, och familjen fjäderlöss. Arten är reproducerande i Sverige.